# Accuracy International Arctic Warfare
El Accuracy International Arctic Warfare es un fusil de francotirador diseñado y fabricado por la compañía británica Accuracy International. Se ha hecho popular como fusil de caza, de policía y militar desde su introducción en la década de 1980. 
Generalmente los fusiles AW se equipan con una mira telescópica Schmidt & Bender PM II de aumento fijo o  de amplificación variable. Pueden usarse las miras telescópicas variables si el operador quiere más flexibilidad para disparar a distancias variables, o cuando se requiere un campo ancho de visión. Accuracy International promueve activamente equipar sus fusiles con la línea de productos alemanes Schmidt & Bender PM II como componentes de puntería para sus fusiles, algo poco común para un fabricante de fusiles. El Ejército alemán y el Ejército ruso prefieren emplear en sus fusiles una mira telescópica Zeiss en vez de la suministrada por Accuracy International.

## Historia

### Diseño original
El fusil Accuracy International PM (Precisión Marksman) entró en una competición británica a principios de la década de 1980 como un reemplazo de los fusiles de francotirador derivados del Lee-Enfield entonces utilizados por el Ejército Británico (como el L42A1). El fusil de Accuracy International fue seleccionado por amplio margen frente al Parker Hale M85. El Ejército Británico adoptó el Accuracy International PM en 1982, denominándolo L96A1 y equipándolo con miras telescópicas Schmidt & Bender de 6x42. En esta configuración, el fusil es capaz de impactar el blanco al primer disparo con el cañón frío, tibio o sucio. Pruebas efectuadas con balas de 10,89 g (168 granos) dieron como resultado grupajes de 10 disparos a menos de 0,5 MDA a 91 m (100 yardas), por lo que el fusil fue suministrado con mira telescópica, bípode, cinco cargadores, correa portafusil, equipo de limpieza y rollo de herramientas, dentro de un maletín de transporte.

### Evolución del diseño
Unos cuantos años después, los militares suecos también estaban buscando un nuevo fusil y Accuracy International creó una versión actualizada del PM, conocida ahora como el AW o Arctic Warfare. Este fue el comienzo del nombre Arctic Warfare, que se convertiría en el nombre principal de esta familia de fusiles en detrimento de sus primeros nombres.
El fusil ahora tiene características especiales anti-congelamiento, que le permite ser utilizado de forma efectiva a temperaturas de hasta -40 °C. La culata, el cerrojo, el retén del cargador y el guardamonte del AW son suficientemente grandes para facilitar el uso con guantes pesados. Esta versión fue aceptada para utilizarlo en Suecia en 1988 como el Psg 90.
Las modificaciones del PM original o L96A1 hicieron que el Ejército Británico también se decidiera a encargar la versión mejorada del AW y la designara como L118A1. Los fusiles se equiparon con miras telescópicas Schmidt & Bender 3-12x50 PM II. Este fusil ha sido utilizado en recientes conflictos como la Guerra del Golfo (Operación Granby) y la Invasión de Irak de 2003 (Operación Telic).

### Familia de fusiles
Así se originó una familia entera de fusiles de francotirador que utiliza el nombre de Arctic Warfare y han sido adoptados por otros países, incluyendo Australia, Bélgica, Alemania, Irlanda, Malasia, Holanda y Singapur. Otros fusiles AI que descienden del L96A1 incluyen el AI AE y el AI AS50.
La mayoría de fusiles Arctic Warfare están calibrados para emplear cartuchos 7,62 x 51 OTAN, pero pueden ser calibrados para emplear otros cartuchos. El fusil viene equipado con un freno de boca para reducir el retroceso y el fogonazo.
El fusil difiere ligeramente en cada país. Por ejemplo, el sueco Psg 90, utiliza una mira diferente de la empleada en el L96A1 y también puede disparar proyectiles subcalibre sabot. El Ejército alemán adoptó una versión Magnum con culata plegable del AW, calibre .300 Winchester Magnum (7,62 x 67) y con una mira telescópica fabricada por la empresa alemana Zeiss, como el Scharfschützengewehr 22 (G22).
Las capacidades de intercambiabilidad de piezas y fiabilidad en condiciones climáticas adversas del AW lo han transformado en un arma popular, aunque costosa. El fusil ofrece una buena precisión (un tirador hábil puede obtener impactos seguidos a ≤ 0,5 MDA empleando munición adecuada) y su alcance máximo efectivo empleando una mira telescópica Schmidt & Bender PM II 6x24 es de unos 800 m (870 yardas).
El principal competidor comercial de la familia Arctic Warfare en el mercado de los fusiles para francotirador es la línea de fusiles Sako TRG, que es de gran precisión, generalmente a la par que el sistema Arctic Warfare, pero algo más barato.

## Detalles de diseño

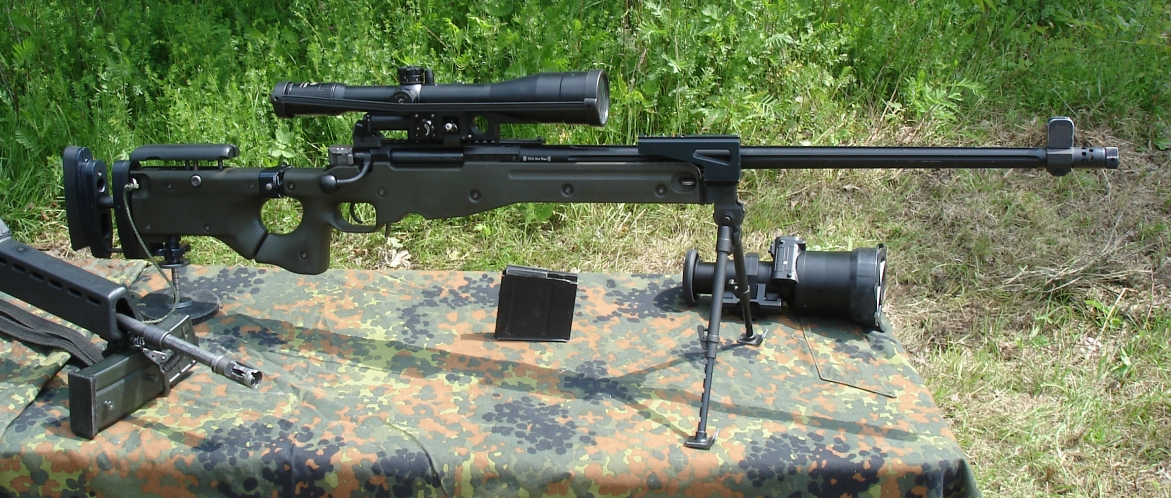
G22 (Heer).

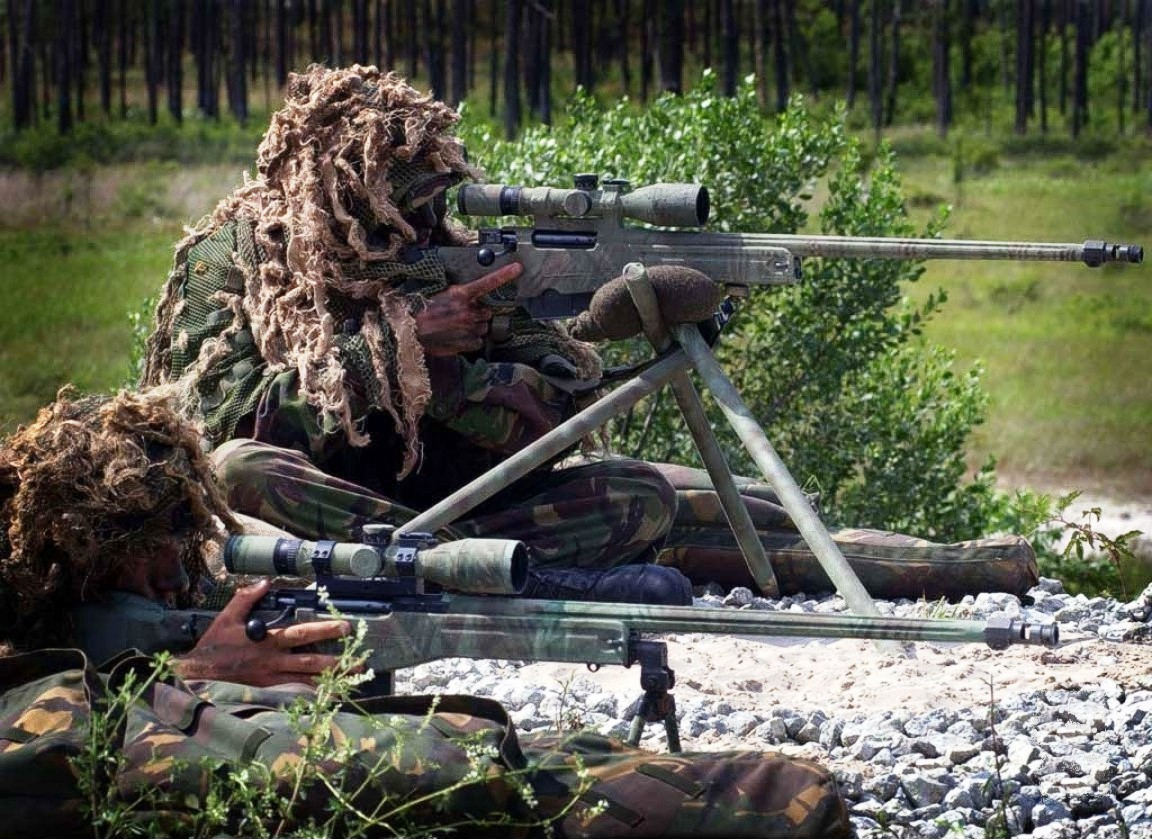
Francotiradores de la Infantería de Marina Británica disparando sus fusiles (AW) L115A1.

El sistema AW es casi único, al ser un fusil de francotirador con diseño específico y  no una versión de precisión de un fusil de propósito general ya existente.
El diseño modular del sistema AW le permite un alto grado de flexibilidad, servibilidad y reparabilidad en condiciones de campo y combate. Las principales piezas del fusil, como el cañón o el cerrojo, pueden intercambiarse con las de otros fusiles o ser reemplazadas en campo por el tirador con ayuda de algunas herramientas. El calibre también puede ser cambiado por el tirador, ya que existen cañones, cerrojos y mecanismos de alimentación para otros calibres.

### Características
Más que un fusil con culata de madera o polímero tradicional, el AW se basa en un chasis de aluminio que se extiende por todo lo largo de la culata. El resto de componentes, incluyendo el cajón de mecanismos, son atornillados directamente a este chasis. Dos soportes huecos de polímero, normalmente verdes, están atornillados al chasis, creando un arma extraordinariamente simple y resistente, aunque comparativamente ligera. 
El AW normalmente está equipado con un bípode y también tiene un monópode montado en la culata.
El cajón de mecanismos del AI está sujeto con 4 tornillos y pegado con masilla epóxica al chasis de aluminio permanentemente, siendo diseñado para ser resistente, simple y sencillo de operar. En el extremo del cajón de mecanismos con gruesas paredes planas y fondo plano, se encuentra una pieza tensionada, hecha por AI mediante mecanizado a partir de un bloque de acero al carbono forjado. Los fusiles AW están disponibles con dos tipos de cerrojo - el AW estándar (recorrido corto) y el SM (Magnum, recorrido largo). Los seis tetones del cerrojo, dispuestos en dos hileras de tres tetones cada una, encajan en un anillo de acerrojado en acero templado que está situado en la recámara del cañón. Este anillo puede ser retirado para permitir un mejor control del cerrojo en fusiles viejos. El cerrojo de acero vaciado del AW tiene un diámetro de 19 mm, combinado con agujeros para el escape de gas en este y la recámara del cañón, para evacuar los gases a presión en caso de que el casquillo del cartucho se raje. El cerrojo tiene ranuras para evitar el ingreso de agua o tierra, las cuales a su vez previenen el congelamiento y otras interferencias. Al contrario de los fusiles de cerrojo convencionales, la manija del cerrojo está doblada hacia atrás, lo cual facilita al tirador el proceso de recarga y reduce los contornos del arma. El cerrojo se amartilla al abrirlo, con un corto giro de 60°, además de tener un extractor externo fijo y un eyector interno. El percutor tiene un recorrido de 6,6 mm (0,26 pulgadas) para mantener el tiempo muerto a un nivel mínimo. Un riel "cola de milano" de 11 mm se encuentra sobre el cajón de mecanismos, siendo diseñado para instalar diferentes tipos de miras ópticas o electro-ópticas.     
Los cartuchos son introducidos por debajo del cajón de mecanismos, con ayuda de un cargador extraíble de doble hilera.
La palanca con tres posiciones del seguro del percutor está situada en el extremo del cerrojo y le permite a este ser manipulado con el seguro activado. Si el arma no está amartillada, se puede tocar el percutor al extremo del cerrojo, haciendo posible que el tirador pueda saber si el arma está cargada o no en condiciones de poca visibilidad. El seguro del arma también está situado en el extremo del cerrojo. Tiene dos marcas de colores: punto blanco - seguro activado, punto rojo - seguro desactivado.
Todos los pesados cañones flotantes de acero inoxidable (los cañones de acero inoxidable resisten mejor el desgaste del ánima que los cañones convencionales) calibrados para los cartuchos disponibles, tienen diferente longitud y un estriado mejorado para su respectivo calibre y munición. Si el tirador observa que la precisión del arma ya no es la misma, el cañón puede reemplazarse fácilmente. Esta es una práctica común entre los francotiradores, que consideran los cañones como piezas desechables.

## Usuarios
- Reino Unido: El L96A1 entró en servicio con las Fuerzas Armadas británicas en 1985.[7]
- Australia: La Fuerza de Defensa Australiana emplea una versión con culata plegable conocida como SR-98.[8][9] También es empleado por los Grupos Tácticos Policiales.[10]
- Bangladés[11]
- Bélgica[12]
- Colombia: Usa en cantidades limitadas el AWP
- España[13] Accuracy AW 308
- Grecia: Unidad especial antiterrorista EKAM.[14]
- Irlanda[15]
- Italia: Emplea la variante PM.[13] La variante AWS es empleada por el 9° Regimiento de Paracaidistas de Asalto[16] y la variante AWP es empleada por los Carabinieri.[17]
- Letonia[13]
- Malasia: Las variantesPM y AW son empleadas por la Fuerza de Operaciones Especiales malaya.[18]
- Nueva Zelanda[13]
- Países Bajos: Korps Commandotroepen (Solamente están disponibles unos cuantos fusiles AW y AWC que emplean el cartucho 7,62 x 51 OTAN).[19][20]
- Perú[21]
- México: Solo una cantidad limitada de fusiles AWC.
- Portugal: Ejército Portugués.[22]
- República Checa: Compró una cierta cantidad de fusiles AWF.[23]
- Suecia: Adoptó el fusil AW en 1988, denominándolo PSG 90.[24][25]
- Uruguay: Utilizado por el Ejército Nacional de Uruguay

## Variantes
Hay dos tipos principales de modelos de AW. Modelos ofrecidos por AI y modelos en servicio con gobiernos. Los modelos AW están relacionados, pero no necesariamente son exactamente sinónimos con los modelos específicos adoptados por otros países, con más variantes que se pueden ver en la web.

### PM (Precisión Marksman)
El fusil a partir del cual se desarrolló la familia Arctic Warfare. En su forma original entró en servicio en el Reino Unido a mediados de los años 1980, con la designación L96A1.

### AW (Arctic Warfare)
La versión básica 'mejorada' del L96A1 (continúa calibrada para 7,62 x 51 OTAN). Su nombre proviene de las características especiales diseñadas para permitir su utilización en climas extremadamente fríos.
Adoptado con los siguientes nombres:
- L118A1: versión del Ejército Británico
- Psg 90: versión del Ejército Sueco. Psg es el acrónimo de Prickskyttegevär (Fusil de francotirador, en sueco).
- SR-98: versión del Ejército y la Policía australianos (con culata plegable).

El AW está disponible para emplear los cartuchos 7,62 x 51 OTAN y .243 Winchester.

#### AWF
El Arctic Warfare Folding es un modelo AW con culata de polímero plegable.

#### AWP
El Arctic Warfare Police es una versión desarrollada para las fuerzas policiales. Su característica más notoria es que la culata y el guardamano son de color negro, no verde claro. También tiene un cañón de 610 mm (24 pulgadas), más corto en comparación con otros modelos. Normalmente emplea cartuchos 7,62 OTAN, según la fuente consultada, aunque también puede ser calibrado para emplear otros cartuchos (7 mm Remington Magnum, .308 Winchester o .338 Lapua). El AWP no debe ser confundido con el fusil Accuracy International AW AE, que también tiene un acabado negro pero es una versión civil de la serie AW mucho más barata.
s

#### AWS
El Arctic Warfare Suppressed está específicamente diseñado para emplear munición subsónica, con un alcance máximo efectivo de 180 m. El arma está equipada con un cañón especial y un silenciador integral que mantiene el arma dentro de los límites normales. El tirador puede retirar la combinación de cañón/silenciador y reemplazarlo con un cañón AW o AWP convencional.

#### AWC
El sistema Arctic Warfare Covert es esencialmente un AWS con una culata plegable. Es suministrado en una pequeña maleta que contiene el fusil con la culata plegada y la combinación cañón/silenciador desmontado. La maleta de polímero está forrada con espuma que tiene recortes para el conjunto culata/cerrojo/mira óptica/bípode, el cerrojo, el silenciador, un cargador y una caja de munición. Aunque el tamaño compacto del sistema Covert es considerablemente más pequeño que el de otros sistemas convencionales, su cañón especial y silenciador integrado mantienen la longitud del arma dentro de los límites normales cuando es empleada. 
Este fusil es principalmente utilizado por la 1.ª Unidad de Operaciones Especiales de los Estados Unidos, la Unidad 22 del SAS del Reino Unido y el KSK alemán (denominado G25).

#### AWM
Los fusiles Arctic Warfare Magnum y Arctic Warfare Super Magnum están calibrados para municiones más potentes, específicamente 7 mm Remington Magnum, .300 Winchester Magnum y .338 Lapua Magnum. 
- Ha sido adoptado por el Bundeswehr con el nombre de G22 (Gewehr 22 o Scharfschützengewehr 22), se caracteriza por una culata plegable y está calibrado para el cartucho .300 Winchester Magnum (7,62 x 67).

#### AWSM
El Arctic Warfare Super Magnum es una variante del AWM equipada para el .338 Lapua Magnum. Ha sido adoptada por el Ejército británico con el nombre de L115A1 y su versión mejorada el L115A3. 

#### AW50
El Arctic Warfare calibre .50 es un fusil AW rediseñado y calibrado para el cartucho 12,7 x 99 OTAN.
- El Ejército alemán ha adoptado el AW50 con la denominación de G24 (Gewehr 24 o Scharfschützengewehr 24; Fusil 24 o Fusil de francotirador 24 en alemán)

#### AW50F
El AW50F (de 12,7 mm) es una variante del AW50 adoptada por el Ejército Australiano. Se diferencia del AW50 convencional en que está equipado con una culata plegable (de folding, plegar en inglés) y un cañón Madco.

#### AS50
El Accuracy International AS50 es un fusil semiautomático calibre 12,7 mm (.50) desarrollado por AI y NSWC-Crane principalmente para los SEAL.

#### AE
El AE es una versión más barata y menos robusta de la serie L96/AW, prevista para las fuerzas policiales. No debe ser confundido con los más caros AWP o AWS. El AE es calibrado para cartuchos 7,62 x 51 OTAN y su cañón tiene 610 mm (24 pulgadas) de largo.

#### AICS
El Accuracy International Chassis System se puede configurar para varios cerrojos (todos los de Accuracy International y algunos cajones de mecanismos del Remington 700,  gatillos y otros elementos. La variante básica es el AICS 1.0 con una carrillera fija. La variante AICS 1.5 tiene una carrillera ajustable. El AICS 2.0 es una variante con culata plegable que reduce su longitud a 210 mm (8,3 pulgadas) y agrega 0,2 kg (0,44 libras) al peso total del fusil. El AICS 2.0 también tiene una carrillera ajustable. Los "paneles" laterales del AICS están hechos en polímero de gran resistencia y se encuentra disponible en colores verde oliva, ocre, negro o gris.